# Operacija Drvena noga
Operacija Drvena noga (hebrejski מבצע רגל עץ‎, Mivtza Regel Etz) je kodni naziv za izraelski zračni napad na sjedište Palestinske oslobodilačke organizacije u Hammam Chottu, u Tunisu, koji se odigrao 1. listopada 1985. Pošto je ta lokacija udaljena 2060 km od Izraela, to je bila najudaljenija vojna operacija Izraelskih obrambenih snaga (IDF) nakon Operacije Entebbe koja se odigrala u Ugandi 1976. Nakon što je IDF istjerao PLO iz Libanona 1982., ta se skupina smjestila u Tunisu. 
Povod je bio teroristički napad 25. rujna 1985., u kojem su militanti PLO-a na Jom Kipur oteli izraelsku jahtu kraj obale Cipra i ubili troje izraelskih turista. PLO pak navodi da je napad na jahtu bio odgovor na otmicu Faisala Abu Sharaha, kojeg je Izraelska mornarica presrela u morskim vodama Libanona.
Tog dana, deset je izraelskih borbenih zrakoplova F-15 poletjelo iz baze u 8:00 sati. Iznad Sredozemnog mora, napunili su rezervoar gorivom te nastavili let, dok su se pomoćni zrakoplovi vratili natrag. Kada su stigli do tuniške obale, borbeni zrakoplovi su izbacili MK 82 bombe, od kojih je svaka bila teška 225 kg, u tri navrata na sjedište PLO-a. Jaser Arafat je preživio jer je tada bio vani na trčanju, ali su eksplozije u sjedištu ubile između 70-ak ljudi, većinom militanata.
Iako je Izrael vojnu operaciju nazvao uspjehom, međunarodna zajednica osudila je taj čin. Velika Britanija i većina europskih država su reagirali negativno, kao i američka administracija, iako je isprva reagirala pozitivno. Arapske države su bile zgrožene a Egipat je čak otkazao teritorijalne pregovore s Izraelom. Tuniške vlasti morale su pojačati mjere zaštite za domaće Židove koji su postali meta izljeva bijesa Arapa. Vijeće sigurnosti Ujedinjenih naroda izglasalo je rezoluciju 573 kojom je osudilo "izraelski čin agresije" te naglasilo da Tunis ima pravo na odštetu. SAD nije spriječio rezoluciju.

## Vanjske poveznice
- Osuda Vijeća sigurnosti Ujedinjenih naroda
- Izraelski izvještaj o napadu
- Smith, William E. "Bliskoistočni napad od 2.000 km." TIME časopis  Arhivirana inačica izvorne stranice od 27. lipnja 2013. (Wayback Machine), 14. listopada 1985.